# Cerisy-Belle-Étoile
Cerisy-Belle-Étoile és un municipi francès situat al departament de l'Orne i a la regió de Normandia. L'any 2007 tenia 748 habitants.

## Demografia

### Població
El 2007 la població de fet de Cerisy-Belle-Étoile era de 748 persones. Hi havia 294 famílies de les quals 57 eren unipersonals (24 homes vivint sols i 33 dones vivint soles), 94 parelles sense fills, 106 parelles amb fills i 37 famílies monoparentals amb fills.
La població ha evolucionat segons el següent gràfic:
Habitants censats

### Habitatges
El 2007 hi havia 312 habitatges, 287 eren l'habitatge principal de la família, 8 eren segones residències i 17 estaven desocupats. 309 eren cases i 3 eren apartaments. Dels 287 habitatges principals, 234 estaven ocupats pels seus propietaris, 47 estaven llogats i ocupats pels llogaters i 6 estaven cedits a títol gratuït; 1 tenia una cambra, 8 en tenien dues, 31 en tenien tres, 84 en tenien quatre i 164 en tenien cinc o més. 234 habitatges disposaven pel capbaix d'una plaça de pàrquing. A 102 habitatges hi havia un automòbil i a 168 n'hi havia dos o més.

### Piràmide de població
La piràmide de població per edats i sexe el 2009 era:
| Homes | Edats   | Dones |
| ----- | ------- | ----- |
| 0     | 95 o +  | 0     |
| 0     | 90 a 94 | 4     |
| 0     | 85 a 89 | 12    |
| 4     | 80 a 84 | 8     |
| 8     | 75 a 79 | 4     |
| 12    | 70 a 74 | 16    |
| 16    | 65 a 69 | 24    |
| 20    | 60 a 64 | 16    |
| 16    | 55 a 59 | 24    |
| 28    | 50 a 54 | 12    |
| 32    | 45 a 49 | 28    |
| 32    | 40 a 44 | 16    |
| 36    | 35 a 39 | 48    |
| 16    | 30 a 34 | 12    |
| 16    | 25 a 29 | 20    |
| 20    | 20 a 24 | 8     |
| 16    | 15 a 19 | 16    |
| 44    | 10 a 14 | 24    |
| 32    | 5 a 9   | 12    |
| 16    | 0 a 4   | 8     |

## Economia
El 2007 la població en edat de treballar era de 494 persones, 347 eren actives i 147 eren inactives. De les 347 persones actives 322 estaven ocupades (175 homes i 147 dones) i 24 estaven aturades (10 homes i 14 dones). De les 147 persones inactives 64 estaven jubilades, 57 estaven estudiant i 26 estaven classificades com a «altres inactius».

### Ingressos
El 2009 a Cerisy-Belle-Étoile hi havia 287 unitats fiscals que integraven 734,5 persones, la mediana anual d'ingressos fiscals per persona era de 17.074 €.

### Activitats econòmiques
Dels 19 establiments que hi havia el 2007, 2 eren d'empreses alimentàries, 1 d'una empresa de fabricació d'altres productes industrials, 1 d'una empresa de construcció, 6 d'empreses de comerç i reparació d'automòbils, 2 d'empreses d'hostatgeria i restauració, 1 d'una empresa financera, 2 d'empreses immobiliàries, 1 d'una empresa de serveis, 1 d'una entitat de l'administració pública i 2 d'empreses classificades com a «altres activitats de serveis».
Dels 6 establiments de servei als particulars que hi havia el 2009, 1 era un taller de reparació d'automòbils i de material agrícola, 1 paleta, 1 perruqueria, 1 agència de treball temporal i 2 restaurants.
L'únic establiment comercial que hi havia el 2009 era una fleca.
L'any 2000 a Cerisy-Belle-Étoile hi havia 27 explotacions agrícoles que ocupaven un total de 928 hectàrees.

## Equipaments sanitaris i escolars
El 2009 hi havia una escola elemental.

## Poblacions més properes
El següent diagrama mostra les poblacions més properes.